# گمینا بیسکوپیتس (شهرستان اولشتین)
گمینا بیسکوپیتس (شهرستان اولشتین) (به لهستانی:  Gmina Biskupiec) یک گمینا در لهستان است که در شهرستان اولشتین واقع شده‌است. گمینا بیسکوپیتس ۲۹۰٫۳۸ کیلومتر مربع مساحت و ۱۹٬۰۱۸ نفر جمعیت دارد.